# Кононов, Александр Фёдорович
Алекса́ндр Фёдорович Ко́нонов (1925—2006) — Гвардии старшина Советской Армии, участник Великой Отечественной войны, Герой Советского Союза (1945). Почётный гражданин Нижнего Тагила.

## Биография
Родился 12 сентября 1925 года в посёлке Висимо-Уткинск Тагильского округа Уральской области (ныне — посёлок в составе городского округа «город Нижний Тагил» Свердловской области).
После окончания четырёх классов школы работал в мехлесопункте.
В июне 1943 года призван на службу в Рабоче-крестьянскую Красную Армию. С января 1944 года — на фронтах Великой Отечественной войны. Принимал участие в боях на 1-м и 2-м Украинских, 2-м Белорусском фронтах. К январю 1945 года гвардии старший сержант Александр Кононов был механиком-водителем танка «Т-34» 47-й гвардейской танковой бригады 9-го гвардейского танкового корпуса 2-й гвардейской танковой армии 1-го Белорусского фронта. Отличился во время освобождения Польши.
15-16 января 1945 года участвовал в боях за освобождение городов Груец и Жирардув. Заменив собой погибшего командира танковой группы, Кононов несколько раз проникал в расположение противника и уничтожал его коммуникации. В общей сложности в тех боях он уничтожил 3 танка, 4 автомашины, 37 подвод с грузом, около 2 взводов солдат и офицеров противника.
Указом Президиума Верховного Совета СССР от 27 февраля 1945 года за «образцовое выполнение боевых заданий командования на фронте борьбы с немецкими захватчиками и проявленные при этом мужество и героизм» гвардии старший сержант Александр Кононов был удостоен высокого звания Героя Советского Союза с вручением ордена Ленина и медали «Золотая Звезда» за номером 5763.
Этим же указом звание Героя Советского Союза присвоено командиру его взвода Н. В. Кутенко и механику-водителю С. Ф. Бурлаченко.
Также награждён орденом Октябрьской Революции, двумя орденами Отечественной войны 1-й степени (16.05.1945, 06.04.1985), двумя орденами Красной Звезды (12.08.1944, 27.02.1945), рядом советских и польских медалей.
После окончания войны продолжил службу в Советской Армии. В июне 1950 года в звании гвардии старшины демобилизован.
Вернулся в Висимо-Уткинск, работал в геологоразведочной партии Тагильской экспедиции Уральского геологического управления. После выхода на пенсию проживал в Нижнем Тагиле. Активно занимался общественной деятельностью.
Скончался 29 ноября 2006 года в Нижнем Тагиле, похоронен в родном посёлке.